# 顶鼻康吉鳗
顶鼻康吉鳗（学名：[Acromyster nezumi] 错误：{{Lang}}：文本有斜体标记（帮助））为康吉鳗科顶鼻康吉鳗属的鱼类。分布于日本高知、三重等附近海域以及海南以东的300米深海等，多见于深海。该物种的模式产地在日本三重县尾鹫。